# Kaspars Gorkšs
Kaspars Gorkšs   (Riga, 6 de novembre de 1981) és un exfutbolista letó de la dècada de 2010.
Fou 89 cops internacional amb la selecció de Letònia.
Pel que fa a clubs, defensà els colors de Blackpool, Queens Park Rangers, Reading i Wolves.

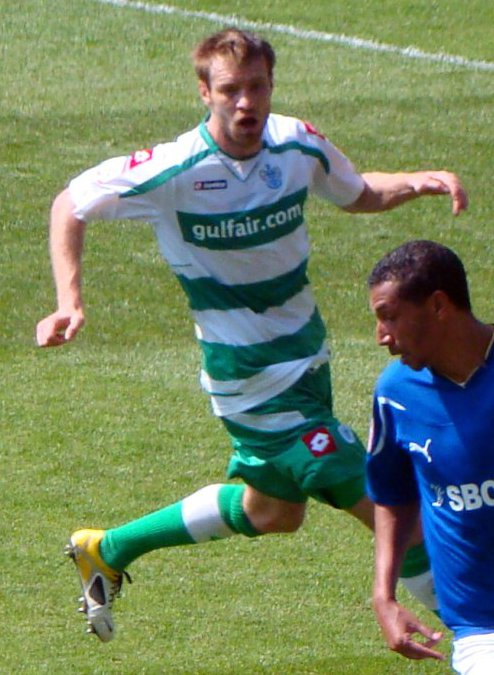
Gorkšs a Queens Park Rangers el 2011.